# Kostel svatého Štěpána (Gmünd)
Kostel svatého Štěpána je římskokatolický farní kostel v Gmündu v rakouské spolkové zemi Dolní Rakousy. Nachází se na severovýchodě města.

## Historie
Farní kostel sv. Štěpána je ve svém jádru jednolodní románská stavba, která byla postavena mezi koncem 12. a začátkem 13. století. Kostel, který se nachází na městské hradbě, sloužil také k opevnění města. Ve 2. polovině 13. století byl pravděpodobně příčně rozšířen. Jeho chór původně pochází z počátku 14. století. Kostel je v listinách zmiňován v letech 1278/1280 jako sídlo vikariátu a roku 1382 jako sídlo samostatné farnosti. V 15. století byly rozšířeny boční lodě a zaklenutí střední lodi. Do roku 1794 byl farní kostel obklopen hřbitovem. V roce 1903 dostal kostel novogotický interiér. Opravy proběhly v letech 1953 a 1978. V letech 1981/1982 byl rozšířen podle plánů architekta Clemense Holzmeistera.

## Popis
Jedná se o trojlodní komplex se západní věží. Žebrová klenba pochází z doby kolem roku 1400. Nástěnné malby, z nichž některé byly odkryty až na počátku 20. století a v 80. letech 20. století, pocházejí ze 14. a 15. století. Vitráž z roku 1903 byla vytvořena tyrolskými vitrážemi.
Novogotické oltáře jsou dílem sochaře Johanna Schönbauera z Českého Krumlova. Levý boční oltář je mariánský, pravý zasvěcený sv. Floriánovi. Na kazatelně jsou reliéfy evangelistů, na křtitelnici je novogotické víko s postavou Jana Křtitele. Varhany mají 14 rejstříků a 1040 píšťal, postavili je v roce 1968 bratři Krennové. Ve věži je pět zvonů.

## Galerie

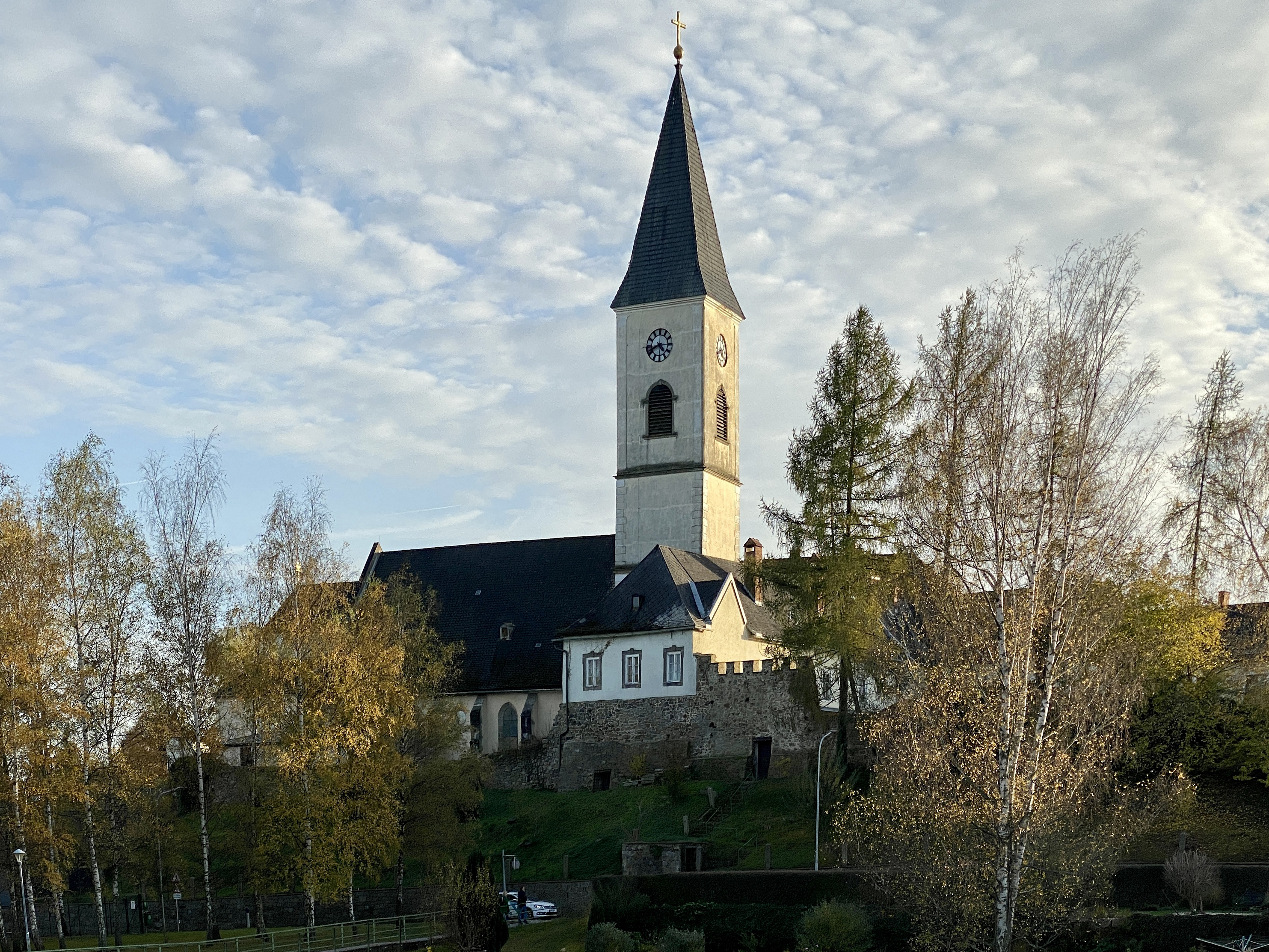
Pohled na hradby před kostelem
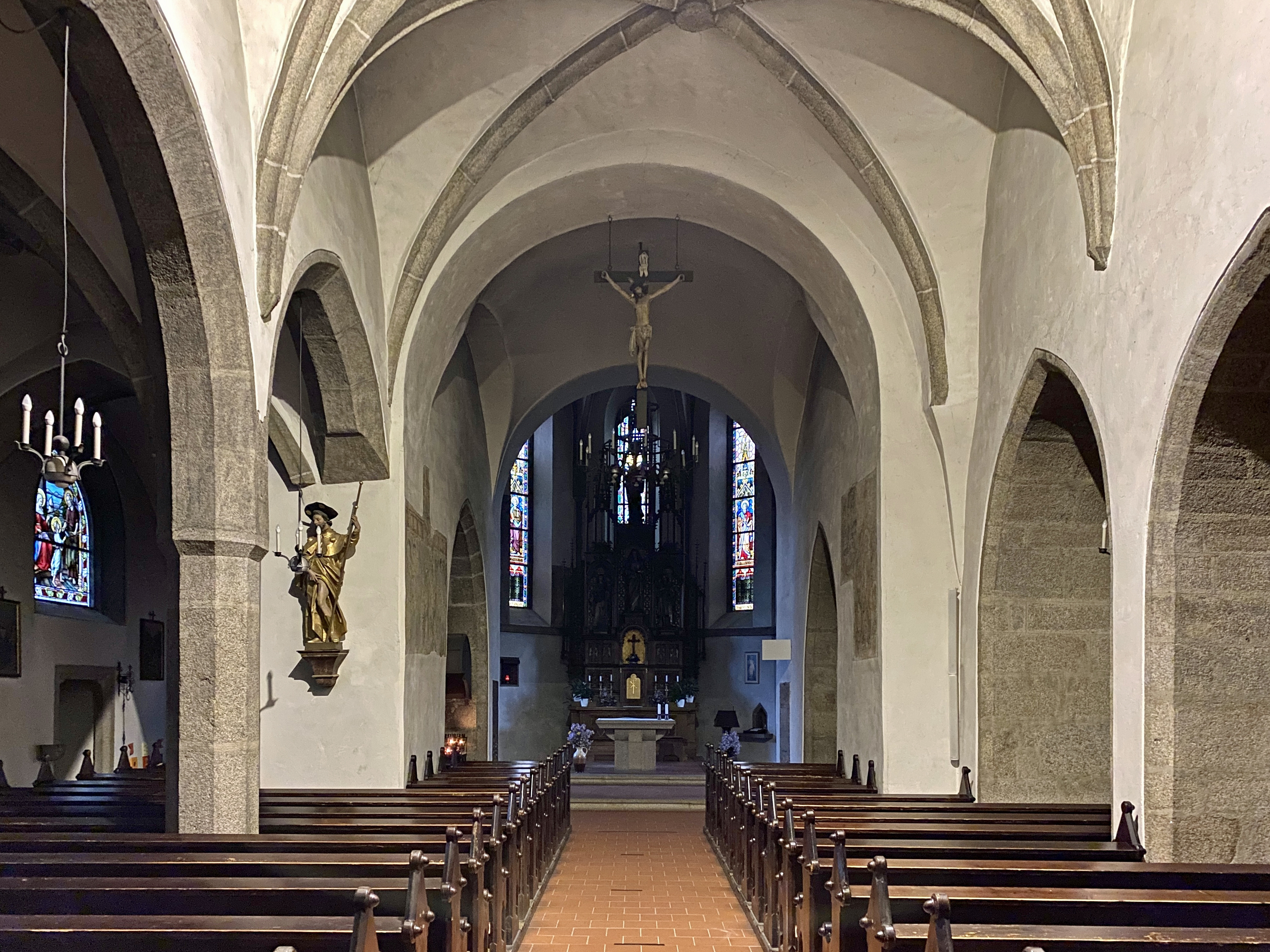
Interiér kostela